# Lepidosperma gladiatum
Lepidosperma gladiatum är en halvgräsart som beskrevs av Jacques-Julien Houtou de La Billardière. Lepidosperma gladiatum ingår i släktet Lepidosperma och familjen halvgräs. Inga underarter finns listade i Catalogue of Life.

## Bildgalleri

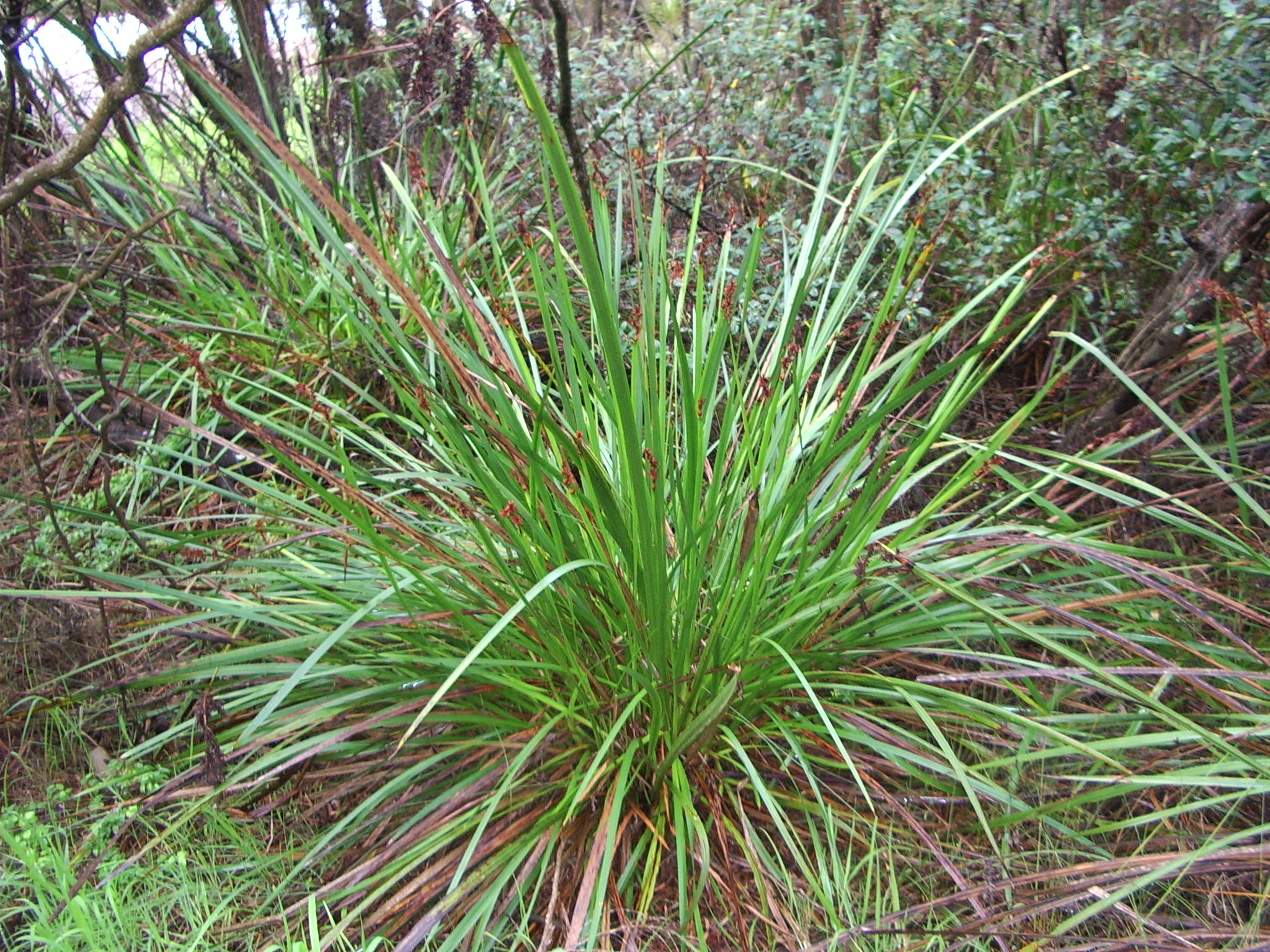